# Waterbloem
Waterbloem is de naam van een Nederlands natuurgebied ten noorden van Heibloem in Midden-Limburg.
Het gebied meet 466 ha, waarvan 300 ha bos en het overige deel moerassen en graslanden, die eigendom zijn van Staatsbosbeheer. De moerassige delen worden doorstroomd door de Roggelse Beek die omstreeks 2000 hersteld werd, zodat ze weer meandert.
Vroeger was er meer moeras. Het gebied werd vanaf omstreeks 1850 ontgonnen en beheerd als landgoed door de notarisfamilie Haffmans, die het tevens als jachtgebied gebruikte. Staatsbosbeheer legde er productiebossen aan.